# Bronseremit
Bronseremit (Glaucis aeneus) är en fågel i familjen kolibrier.

## Utbredning och systematik
Fågeln förekommer från östra Honduras till västra Panama, västra Colombia och nordvästra Ecuador. Den behandlas som monotypisk, det vill säga att den inte delas in i några underarter.

## Status
IUCN kategoriserar arten som livskraftig.